# Philippe de Commynes
 (décembre 2014).
Philippe de Commynes ou Philippe de Commines, né en 1447 et mort en 1511, est un homme politique, chroniqueur, historien et mémorialiste flamand de langue française.

## Naissance
Petit-fils de Colard II de la Clyte, seigneur de Commines, Renescure, bailli de Flandres, chevalier de la Toison d'Or, Philippe de Commines (ou de Commynes) est né au château de Jean II de Commynes, cousin de son père, à Renescure. Les van den Clyte, d'origine yproise, sont une lignée dont l'anoblissement date de la fin du XIVe siècle. Plusieurs générations de la lignée des Commynes ont servi à divers niveaux de l'administration ducale.
Philippe le Bon, auprès duquel son père a combattu, donne solennellement son prénom à l'enfant.

## Jeunesse
En 1447, alors qu'il n'est qu'un bébé, Philippe de Commynes perd sa mère, Marguerite d'Armuyden. Six ans plus tard, la mort de son père en 1453 le laisse orphelin et sans ressources à cause de la gestion maladroite des biens de famille. L'éducation du jeune Commynes est confiée à son cousin Jean de Commynes, qui le recueille dans son château de Comines. Son tuteur est souvent absent ; c’est donc sa cousine, Jeanne d’Estouteville, qui avait épousé Jean II de Commynes en 1444, qui l’élève.
Bien qu'il n'ait pas reçu une éducation très approfondie, Philippe de Commynes révèle très vite un esprit vif et curieux. Il aime à s'entourer de gens érudits et sages. Il ne parle pas le latin mais manie le français à la perfection.
Philippe de Commynes entame sa carrière diplomatique en 1464. À l'automne de cette année-là, il est amené à Lille où Philippe le Bon l'attache, en qualité d'écuyer, à la personne de son fils, le comte de Charolais, futur Charles le Téméraire, d'une dizaine d'années son aîné ; d'écuyer, il passe ensuite chambellan de celui-ci.
Durant les sept années passées dans l'intimité du comte, devenu duc de Bourgogne à la mort de son père, il apprend à connaître et à supporter le tempérament entier et colérique de son maître. Mais ils entretiennent des rapports de confiance, car ce dernier lui confie plusieurs missions diplomatiques, en Angleterre en particulier, où le jeune Commynes commence à tisser des réseaux et à parfaire sa culture en se procurant des livres et des tableaux. Son goût pour le mécénat est un des aspects les plus intéressants de sa carrière.

## Au service deLouisXI

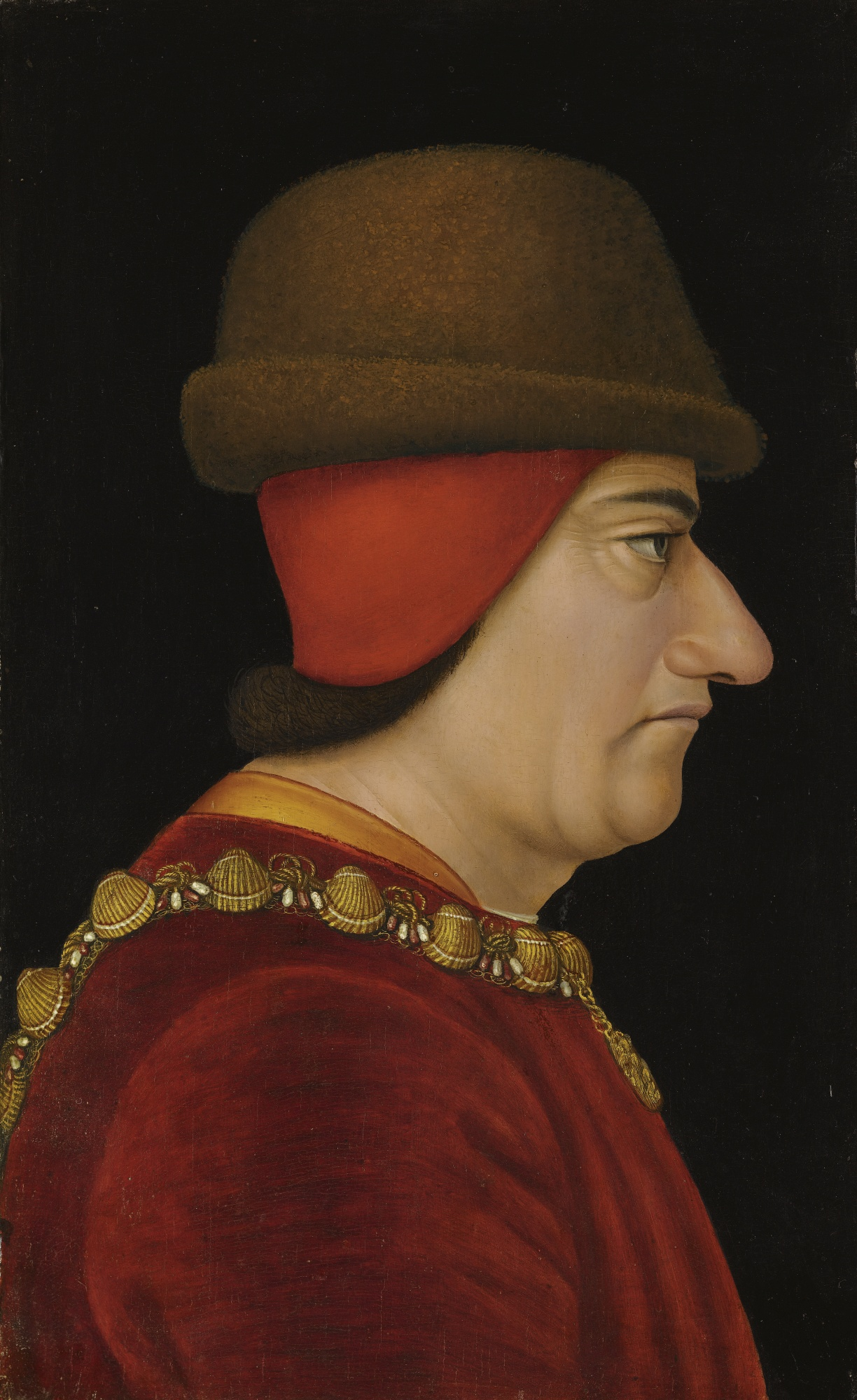
Louis XI,
portrait du XVe siècle.

En 1468, la rencontre de Péronne entre le Duc de Bourgogne et Louis XI, que Commynes nous raconte longuement dans les Mémoires, marque un tournant décisif dans le cours de son existence. Flatté par l'attention que le roi lui accorde, Commynes lui donne de secrets et précieux conseils qui aident Louis à se tirer de la situation fort délicate dans laquelle il s'était mis. On connaît les circonstances de l'enlèvement du roi : son départ soudain pour Péronne, l'« erreur » (le mot est de Commynes) commise par Louis XI qui, au moment même de sa rencontre avec le duc, envoie à Liège des agents chargés d'attiser la révolte des habitants, cependant qu'il néglige d'informer ces mêmes agents de l'initiative qu'il va prendre à Péronne. La perspective d'une fin tragique de Louis XI n'avait rien d'inconcevable. On sait par les lettres de Louis XI que Commynes l'a aidé à se sortir de ce mauvais pas.
Moins de quatre ans plus tard, Commynes passe clairement dans le camp du roi de France, devenant même son conseiller et secrétaire intime. En effet, dans la nuit du 7 au 8 août 1472, Philippe de Commynes quitte furtivement le camp du duc Charles le Téméraire pour rejoindre Louis XI. Au-delà des évidents mobiles économiques, des facteurs psychologiques, idéologiques et moraux ont joué dans ce départ. C'est le choix d'un homme, Louis XI, que fait le mémorialiste, et également d'un système de gouvernement. On connaît par Commynes lui-même les frustrations qu'il a éprouvées au service du Téméraire. Louis XI le nomme sénéchal du Poitou.
Aussitôt installé en Vendée, il s'aperçut que le petit port d'Olonne était géographiquement idéal pour le commerce, notamment afin d'attirer les marchands étrangers à condition que la sécurité de la ville soit effectivement assurée. Aussi Louis XI ordonna-t-il la fortification de la ville, le 10 novembre, par ses lettres patentes. Par conséquent, le port eut le vent en poupe jusqu'aux guerres de religion.
Le roi règle également les conditions du mariage de Commynes avec Hélène de Chambes, dame d'Argenton-Château, fille de Jean II de Chambes et de Jeanne Chabot dame de Montsoreau et d'Argenton, et fournit la somme de 30 000 écus nécessaire pour transférer aux nouveaux époux, le 27 janvier 1473, l'entière possession du domaine d'Argenton en Poitou. 
Le roi le fait chevalier de l’Ordre de Saint-Michel en 1478.
Commynes reste au service de Louis XI jusqu'à la mort du roi en 1483. Il y joue un rôle important. Au compte des réussites figurent les gains financiers et fonciers. Commynes a été un de ceux qui ont le plus profité de l'arbitraire royal lorsque Louis XI a redistribué les terres confisquées à son avènement ou pendant son règne. Commynes récupère une partie des dépouilles des Nemours, mais ce sont surtout les considérables domaines pris aux La Trémoïlle qui font la fortune du mémorialiste, en particulier la principauté de Talmont et de vastes domaines sur la côte du Bas-Poitou.

## Disgrâce

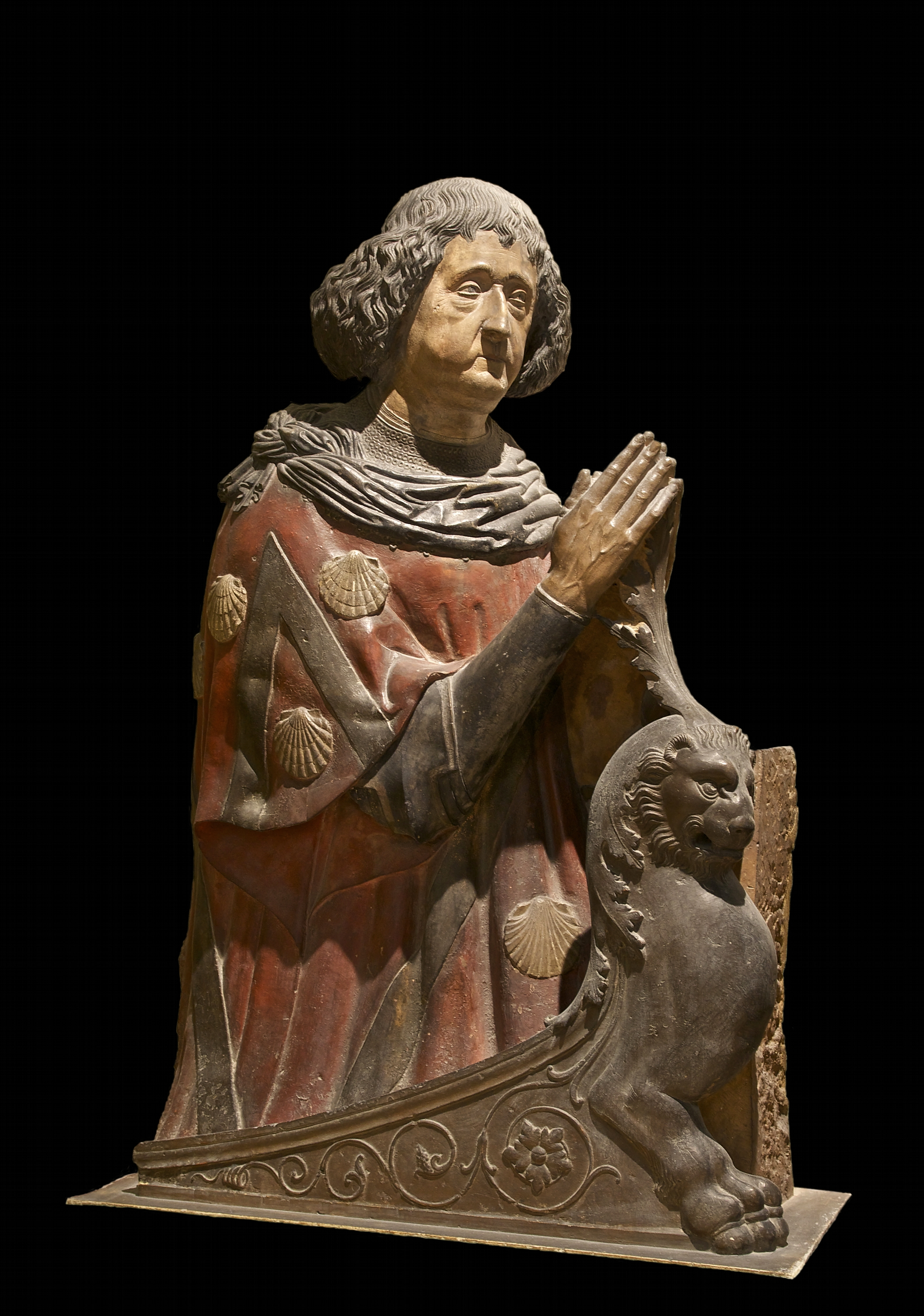
Buste de Philippe de Commines. Calcaire polychrome du début du XVIe siècle, musée du Louvre, Paris.

Dans son opposition au jeune Charles VIII, à la mort de Louis XI en 1483, les idées libérales de Philippe de Commynes et l'intérêt qu'il porte au parlementarisme anglais le conduisent à rejoindre le duc Louis d'Orléans, futur roi Louis XII.
Pour avoir participé à la « guerre folle » contre le roi, Commynes tombe en disgrâce. Il est dépouillé de ses charges et terres octroyées par Louis XI. En 1488, il est emprisonné plusieurs mois à Loches. Amnistié, il rallie le service de Charles VIII et effectue diverses missions en Italie.
Il mène grand train dans sa seigneurie d'Argenton, même dans les dix dernières années de sa vie, à un moment où on le dit éloigné des centres de pouvoir. Et ce avec d'autant plus de passion que la situation du transfuge reste précaire. C'est le sens des lettres royales de Charles VIII qui retirent à Commynes l'ensemble des biens que son ancien maître lui avait généreusement donnés.
Dans l'impossibilité d'assurer ses arrières, Commynes s'est en effet engagé dans des voies imprévues et incertaines. Pendant la régence d'Anne de Beaujeu, il joue un rôle actif dans la coalition formée autour du duc d'Orléans, le futur Louis XII, pour enlever le jeune Charles VIII à l'automne 1484. Après un court séjour à Montsoreau, il se réfugie auprès du duc Jean de Bourbon, à Moulins, d'où il tente de coaliser les princes, envoyant des missives à des destinataires dont les noms sont codés.
Philippe de Commynes est arrêté au mois de février 1487, enfermé au château de Loches, dans une cage de fer, où il demeure cinq mois, avant d'être transféré à Paris, d'où il voyait de sa fenêtre les bateaux remontant la Seine. Son procès se termine en mars 1489, par une confiscation du quart de ses biens et par une sentence de relégation pour dix ans. Ce qui ne l'empêchera pas de revenir à la cour quelques années après, de faire comme on a vu une nouvelle carrière de diplomate pendant les premières guerres d'Italie, de retrouver enfin une place de chambellan ordinaire au début du règne de Louis XII.
Il se retire dans sa seigneurie d'Argenton, où il décède en 1511. Les tracasseries judiciaires suscitées par les suites des confiscations subies en conséquence de sa participation à la Guerre Folle ne cesseront pas jusqu'à sa mort.
On peut voir au Musée du Louvre une vingtaine d'éléments rescapés de la chapelle que Commynes et sa femme avaient fait aménager, vers 1506 (?) dans l'église des Grands-Augustins de Paris, notamment leurs deux statues priantes.

## Diplomate
Si les considérations financières et économiques ont joué un rôle capital, peut-être trop, dans les choix de Commynes pendant et après la mort de Louis XI, il y a un domaine où ses compétences et son intelligence se sont pleinement manifestées : c'est la diplomatie.
Commynes a passé une quarantaine d'années au service de trois rois, Louis XI, Charles VIII et Louis XII, plus si l'on tient compte de l'expérience bourguignonne. Une quarantaine d'années au cours desquelles le transfuge, le diplomate a vu s'élargir continûment son aire d'activité.
Hormis les grandes missions officielles de Commynes à Florence en 1478 et à Venise en 1494-1495, c'est dans le large champ de la diplomatie souterraine que Commynes agit efficacement. L'Italie est son domaine de prédilection.
Dans un ensemble d'une centaine de lettres aujourd'hui répertoriées (au vu des ensembles épistolaires conservés pour le XVe siècle, cela constitue un corpus intéressant, mais restreint), une bonne vingtaine de destinataires de lettres sont les correspondants habituels de Commynes, parmi lesquels on compte en priorité les membres de l'état-major de la banque Médicis, Laurent de Médicis, le clan Sassetti, Francesco Gaddi…
Par sa fille Jeanne de La Clyte, femme en 1504 de René de Brosse-Penthièvre, Philippe de Commynes jouit d'une illustre postérité : Louis XV en descend, ainsi que les ducs de Savoie et les rois d'Italie de la maison de Savoie.

## Homme de plume
Philippe de Commynes rédige les mémoires des règnes de Louis XI et de Charles VIII. Il observe et écrit avec impartialité des récits fidèles, ce qui lui fait gagner la confiance des puissants. Diplomate, il déploie ses talents dans l’arène italienne et joue le coordonnateur entre le roi et la Péninsule italienne.

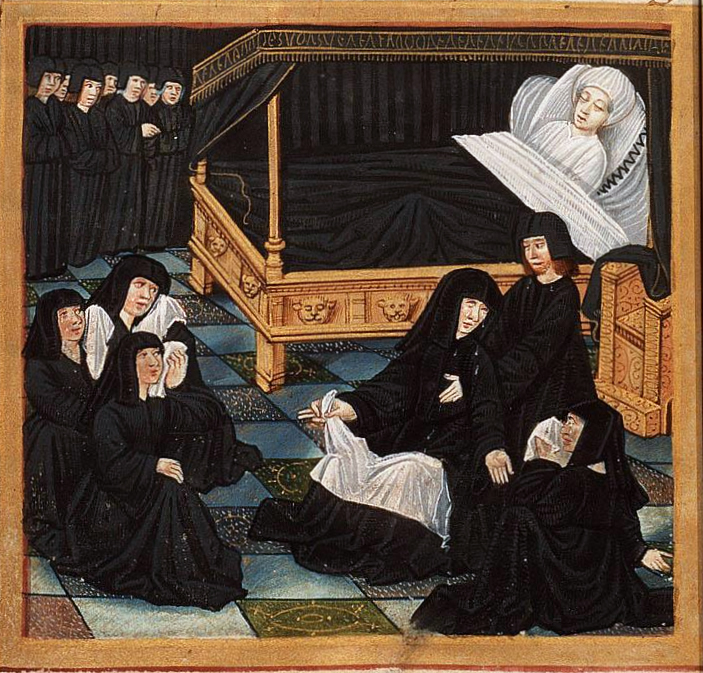
Le lit de mort de Philippe de Commynes.

Ses mémoires constituent de précieuses sources de l'Histoire de France et de l'Europe. Ils font encore aujourd'hui l'objet de recherches. Grand visionnaire, il constata et regretta l'antagonisme permanent entre les nations européennes et aspira à une Europe soudée et unie par la chrétienté.
Il prôna le libre commerce, la réforme de la monnaie et du système de poids et mesures ainsi que la consultation d'États Généraux afin d'éviter tout despotisme.
Philippe de Commynes est le seul auteur médiéval dont la réception a été continue du Moyen Âge au XXe siècle. Même François Villon n'a pas connu pareille fortune. On ne compte ainsi pas moins de 120 éditions entre 1540 et 1643.
Les Mémoires de Philippe de Commynes sont rédigés en deux temps : 
- les livres I à VI entre 1489 et 1491,
- les livres VII et VIII (consacrés à l'expédition italienne) entre 1497 et 1498,

Les Mémoires n'ont pas été écrits d'une seule tenue : on relève des traces de retouches, dans la dernière partie surtout.
Les premières éditions des Mémoires datent de 1524 (livres I-VI) et de 1528 (livres VII-VIII).

## Jugements
Montaigne, grand admirateur du chroniqueur, écrit dans ses Essais : « En mon Philippe de Commines il y a ceci : Vous y trouverez le langage doux et agréable, d’une naïve simplicité ; la narration pure, et en laquelle la bonne foi de l’auteur reluit évidemment, exempte de vanité parlant de soi, et d’affectation et d’envie parlant d’autrui ; […] et tout partout de l’autorité et gravité, représentant son homme […] élevé aux grandes affaires . »
Voltaire historien se montre d’une extrême sévérité dans son Essai sur les mœurs et l'esprit des nations : « […] Philippe de Commines, célèbre traître, qui, ayant long-temps vendu les secrets de la maison de Bourgogne au roi, passa enfin au service de la France, et dont on estime les mémoires, quoique écrits avec la retenue d’un courtisan qui craignait encore de dire la vérité même après la mort de Louis XI . »
Jules Michelet parle du « pénétrant regard » du « froid et fin Flamand », du « sage Commines » ; il qualifie son récit d’« admirable de finesse, de mesure, de propriété d’expression » ; il admire « la forme qui est exquise […] partout », tout en notant « sa naïveté malicieuse » ou son «récit […] bien malicieux . »
Sainte-Beuve le qualifie de « Machiavel en douceur », affirmation qui fait surtout référence au rôle important et aux écrits de Commynes, pas à une similitude de point de vue.
Jean Liniger a publié une biographie Philippe de Commynes, un Machiavel en douceur en 1978.
Dans son Dictionnaire encyclopédique d’histoire, Michel Mourre souligne que Commynes se distingue de ses prédécesseurs en ceci qu’il n’est pas simplement question pour lui de compiler une liste de faits et d’événements, mais d’en tirer des enseignements propres à éclairer l’action politique.
Selon Joël Blanchard, la grande originalité de Commynes est d’avoir dépassé le récit des actes de tel souverain ou prince pour s’intéresser à la souffrance morale – ce que Commynes appelle « le travail » qui découle de l’exercice du pouvoir confronté aux réalités de l’action politique, aux « brouilliz », c’est-à-dire aux intrigues innombrables. Il révèle son immoralité, les frustrations qu’il engendre. Sous sa plume, la représentation royale perd de sa nature sacrée pour gagner en vérité, ce qui lui fait écrire de manière iconoclaste pour l’époque que les rois « sont hommes comme nous . »

#### Œuvres
- Bibliographie des œuvres de Philippe de Commines
- [PDF] Les mémoires de messire Philippe de Commines (édition de 1552) sur Gallica
- Mémoires  (édition critique par Joël Blanchard), tome I : Introduction, édition des livres I à VIII ; tome II : Variantes, notes, glossaire, index analytique, index des lieux et personnes, Genève, Droz, coll. « Textes littéraires français » (no 585), 2007, CLXXII-1754 p. (ISBN 978-2-600-01080-1, 978-2-600-01122-8 et 978-2-600-01123-5, présentation en ligne).
- Lettres, éd. J. Blanchard, Genève, Droz, 2001.
- Mémoires  (introduction, édition, notes et index de Joël Blanchard, avec la collaboration de Michel Quereuil pour le glossaire), Paris, Librairie générale française, coll. « Le Livre de poche / Lettres gothiques » (no 4564), 2001, 894 p. (ISBN 2-253-06677-X, présentation en ligne).
- Mémoires, traduction par J. Blanchard, Paris, Pocket Agora, 2004 (2e éd. 2009).
- Mémoires, texte intégral et bilingue (texte original, traduction et notes par Jean Dufournet), GF Flammarion, Paris, 2007, trois volumes.

#### Travaux historiques
- Joël Blanchard ( éd.), Commynes et les procès politiques de Louis XI : du nouveau sur la lèse-majesté, Paris, Picard, 2008, 183 p. (ISBN 978-2-7084-0834-0, présentation en ligne), [présentation en ligne], [droit de réponse de l'auteur] (inclut l'édition du manuscrit ms. BnF fr. 3869, texte du procès du comte de Saint-Pol, connétable de France, p. 63-172.)
- Joël Blanchard, Commynes l'européen : l'invention du politique, Genève, Droz, coll. « Publications romanes et françaises » (no 216), 1996, 508 p. (ISBN 2-600-00141-7, présentation en ligne), [présentation en ligne], [présentation en ligne].
- Joël Blanchard, Philippe de Commynes, Paris, Fayard, 2006, 584 p. (ISBN 2-213-62853-X, présentation en ligne).
- Joël Blanchard (dir.), 1511-2011, Philippe de Commynes. Droit, écriture : deux piliers de la souveraineté, Genève, Droz, coll. « Cahiers d'humanisme et Renaissance » (no 100), 2012, 377 p. (ISBN 978-2-600-01543-1, présentation en ligne), [présentation en ligne] (Actes du colloque international d'Orléans 17-18 mars 2011, pour le 500e anniversaire de la mort du mémorialiste, dans le cadre des Célébrations nationales 2011.)
- Frédérique Chabaud, « Les « Mémoires » de Philippe de Commynes : un « miroir aux princes » ? », Francia, Sigmaringen, Jan Thorbecke, nos 19/1,‎ 1992, p. 95-114 (lire en ligne).
- Jean Dufournet, La destruction des mythes dans les Mémoires de Philippe de Commynes, Genève, Droz, coll. « Publications romanes et françaises » (no 89), 1966, 710 p. (présentation en ligne).
- Jean Dufournet, « Un interlocuteur privilégié des princes : Commynes, de Fénelon à Vauvenargues », Annales. Économies, sociétés, civilisations, Paris, Armand Colin, no 5, 46e année,‎ septembre-octobre 1991, p. 1071-1105 (lire en ligne).
- Jean Dufournet (préf. André Joris), Philippe de Commynes : un historien à l'aube des temps modernes, Bruxelles, De Boeck Université, coll. « Bibliothèque du Moyen Âge » (no 4), 1994, 316 p. (ISBN 2-8041-1956-4, présentation en ligne).
- Jean Dufournet, « Un interlocuteur privilégié des princes : Commynes, de Fénelon à Vauvenargues », Cahiers de recherches médiévales, Paris, Honoré Champion, no 2 « Regards sur le Moyen Âge »,‎ 1996, p. 109-117 (lire en ligne).
- Jean Dufournet, « La diplomatie dans les Mémoires de Commynes », Le Moyen Âge, Louvain-la-Neuve / Paris, De Boeck Supérieur, t. CXIX,‎ 2013, p. 271-282 (lire en ligne).
- Laurent Vissière, « Louis XI et le siège de Rhodes : à propos d’un acte inédit de Philippe de Commynes », dans Patrick Gilli et Jacques Paviot (dir.), Hommes, cultures et sociétés à la fin du Moyen Âge : Liber discipulorum en l'honneur de Philippe Contamine, Paris, Presses de l'Université de Paris-Sorbonne, coll. « Cultures et civilisations médiévales » (no 57), 2012, 413 p. (ISBN 978-2-84050-845-8), p. 341-358.